# Den underbara världen
Den underbara världen är en psalmtext för söndagsskolan som är skriven av okänd författare. Musiken är skriven av Henry John Gauntlett.

## Publicerad i
- Svensk söndagsskolsångbok 1929 som nummer 20 under rubriken "II. Guds makt och härlighet"